# John De Wilde
Jan Guillaume Mathilda (John) De Wilde  (Antwerpen, 29 september 1933) is een Vlaams zanger, vooral bekend als lid van De Strangers.
De Wilde lijdt al sinds hij drie is aan astma. Hij studeerde mecanografie in avondschool en volgde privélessen Frans en Spaans. Ook leerde hij flamencogitaar spelen bij Wannes Van de Velde. Hij vormde samen met Gust Torfs een accordeon-duo tot in 1952 de Strangers werden opgericht. Binnen de groep staat hij bekend als de clown en de blikvanger op de planken, vanwege zijn onvoorspelbare invallen.
De Wilde was van eind jaren 50 tot 1964 operateur mecanografie in een textielfabriek. Van 1964 tot 1965 werkte hij in het administratief hoofdkwartier "Grand Bazar Antwerpen" in Edegem. Tussen 1965 en 1967 was hij actief als technisch bediende bij Schippers Podevijn. Van 1967 tot 1969 was hij nog tijdelijk aan het werk bij het reclamebureau "Publi-Centrum" van Jef Van Camp, waar hij shows organiseerde. Van 1969 tot 1988 werkte hij als bediende bij FMC Incorportated in Sint-Niklaas.
De Wilde huwde in 1959 en kreeg in 1962 een dochter.
Tijdens de gemeenteraadsverkiezingen van 2006 in Antwerpen was John De Wilde een van de vele Bekende Vlamingen die de campagne van Patrick Janssens steunde. Hij was ook het enige lid van de Strangers dat hiervoor te vinden was.